# Iluminaciones Ximénez
Iluminaciones Ximénez es una empresa española de iluminación artística y decoración urbana. Creada en 1945, tiene sede en Puente Genil (Córdoba). Cuenta con 399 empleados y está presente en más de 40 países.

## Historia
Francisco Jiménez Carmona (Puente Genil, c. 1920) fue un electricista y empresario cordobés. Fundó Iluminaciones Ximénez en 1945, un pequeño negocio de electrodomésticos que fue ganando tamaño y se especializó en la decoración navideña. Primero conquistó la localidad entera de Puente Genil, luego la comarca, hasta acabar iluminando muchas capitales españolas.
En 1960 se incorpora la segunda generación familiar. La empresa crece y participa en las ferias más relevantes
del sector a nivel internacional. Sus encargos crecen y la calidad de sus trabajos le hacen cada vez llegar a ciudades más alejadas. En 2017 han colocado luces de Navidad en 50 países, llegando a instalar el árbol de Navidad más grande del mundo.

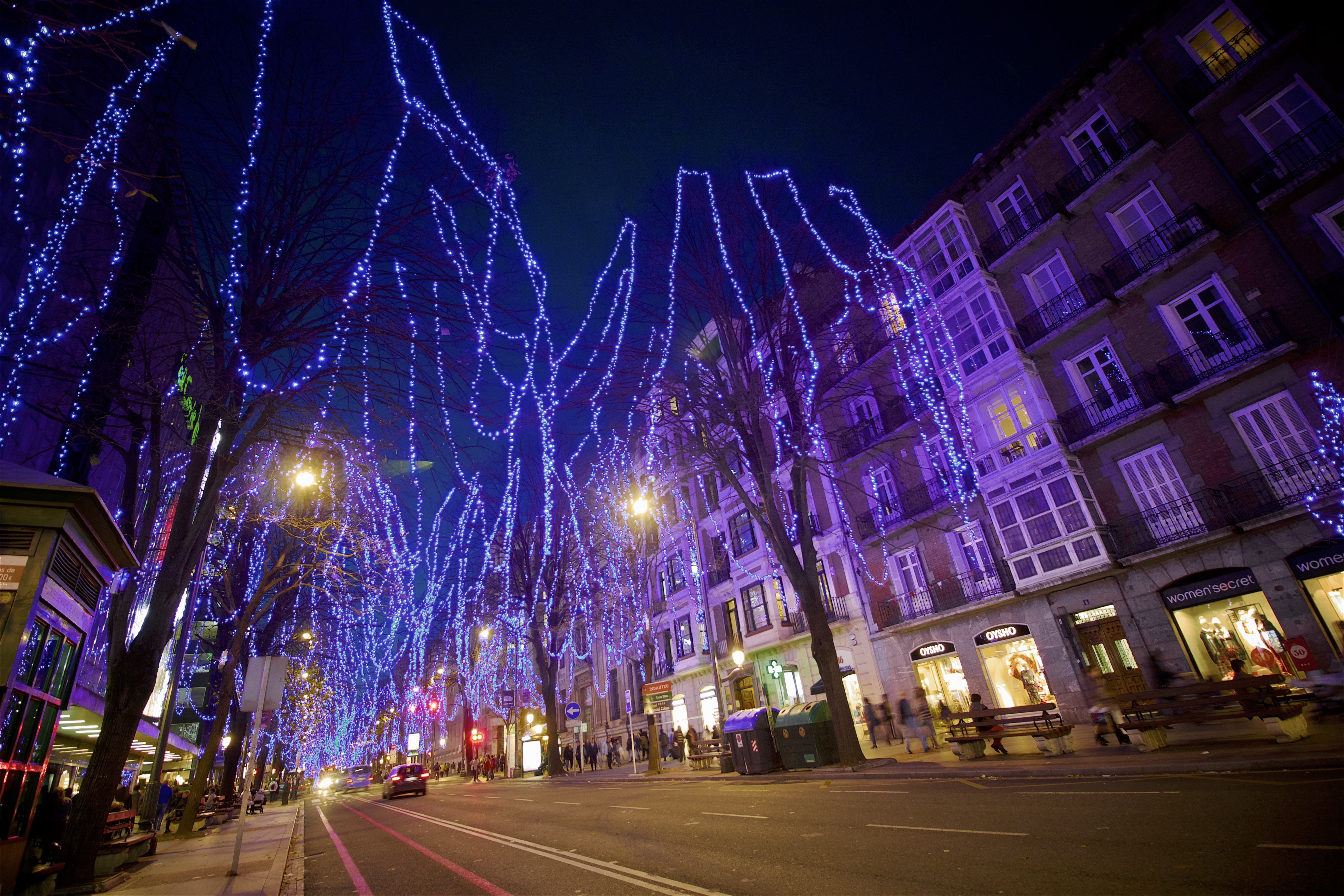
La ciudad de Bilbao (España), en diciembre de 2015.

En 2020 iluminó las Fallas de Valencia con más de 720.000 puntos de luz.

## Renovación tecnológica

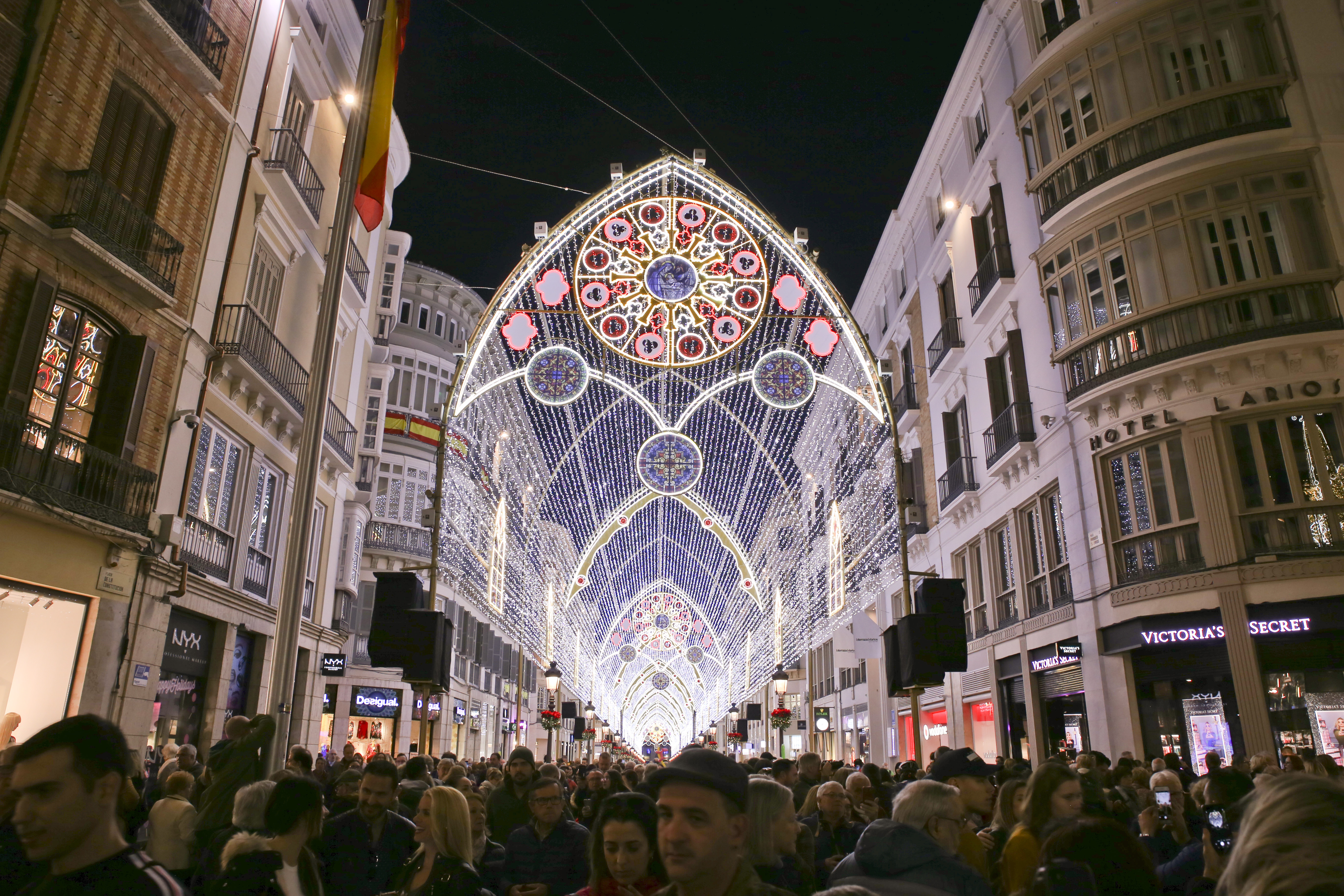
Calle Larios de Málaga (España) durante la Navidad de 2018.

La compañía, que iluminó en un principio con bombillas tradicionales, supo adaptarse a los cambios tecnológicos que han zarandeado a la industria lumínica. Todavía en 2018, todas las luces que necesitaban se fabricaban en una nave de 60.000 m2 que la empresa tiene en Puente Genil (provincia de Córdoba). En 2018 la empresa utilizaba únicamente iluminación LED, luminarias de bajo coste por su bajo consumo si se comparan con la incandescencia y de mínima emisión de dióxido de carbono a la atmósfera. Además, pueden utilizan el pixel mapping para realizar espectáculos con luces y música.
El Grupo Ximénez facturó en 2015 37 millones de euros y en 2017 se acercó a los 40 millones de euros. La compañía da empleo a aproximadamente 400 personas, de las que 180 trabajan en España. La empresa tiene filiales en Alicante, Madrid y Barcelona y cuenta con sedes en Noruega, Francia, Portugal y Países Bajos, además tiene un "partner" en Reino Unido. Asimismo dispone de dos showrooms, uno en Puente Genil y el otro en Dubái, naves industriales con miles de metros cuadrados en la que los clientes pueden ver una muestra de las obras de arte que montan por todo el mundo.